# 마자파힛 제국
마자파힛 제국(인도네시아어: Kemaharajaan Majapahit, 자와어: ꦤꦒꦫꦶꦏꦫꦗꦤ꧀ꦩꦗꦥꦲꦶꦠ꧀)은 인도네시아 자와섬 중부에 존재하던 제국이다. 이 제국은 자와해 전역을 지배할 정도의 함대를 지니고 있어 단시일 동안에 지배권을 주변으로 확대해갔다. 마자파힛이란 명칭은 마자(maja)라는 과일에서 따온 것이다.
14세기 후반 제4대 하얌 우룩의 시대에는 총리 가자 마다의 정복 사업으로 현 인도네시아 전역과 필리핀 남부와 말레이 반도의 일부, 뉴기니섬의 일부까지 지배하였고, 또한 중국이나 인도차이나의 여러 나라와 밀접한 외교 관계를 맺어 최전성기를 맞았다. 궁정시인(宮廷詩人) 프라판차의 서사시 『나가라케르타가마(Nagarakertagama)』는 그 번영을 전하고 있다.
그러나 하얌 우룩이 죽자 왕조는 위기에 처했고, 마침내 16세기 초반에 멸망하고, 발리섬으로 쫓겨났다. 그 배경에는 왕위 계승 분쟁에 따른 국내의 혼란, 주변 속국들의 배반, 재정의 궁핍화 등이 계속되었음을 알 수 있으나, 그 밖에도 중국의 해군력이 증강되어 위협을 받게 되었고, 15세기 후반 서방에서 이슬람과 포르투갈 세력의 침투가 시작되면서 세계 정세의 변화도 무시할 수 없는 역할을 했다.

## 역사

### 세계 패권제국대원제국군의 마자파힛 침략

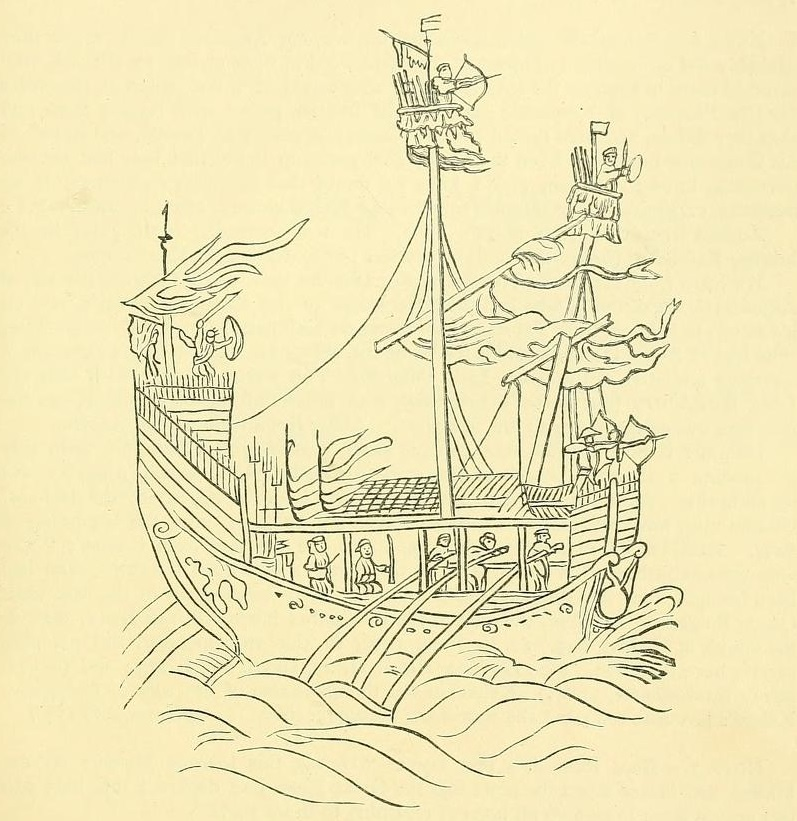
14세기 원(元)의 정크(junk), 자바 원정에 원은 이와 유사한 배를 보내었다.

이때, 싱하사리(Singhasari)의 속국인 케디리(끄디리)(Kediri)의 아디피티(Adipati, 공작) 자야카트왕(Jayakatwang)이 찬탈하여 케르타나가라(Kertanagara)를 살해하였다. 마두라(Madura)의 섭정 아르야 위라라자(Arya Wiraraja)의 도움으로 자야카트왕이 사면되면서, 케르타나가라의 사위 라덴 위자야(Raden Wijaya)는 타릭(Tarik)의 삼림지대가 주어졌다. 이후 라덴 위자야는 광범위한 삼림지대를 열었고 거기에 새로운 정착지를 세운 후, 이름을 '마자파히트(Majapahit)'라고 지었는데, 이는 쓴맛이 나는 현지 과일(maja는 '과일', pahit는 '맛이 쓰다')에서 나왔다.
당시 세계 패권제국인 대원(元)제국의 세계 정복자인 쿠빌라이 대칸(Kubilai)이 파병한 군사 원정대가 마자파힛까지도 침략하자, 대원제국의 원정군대의 길잡이이자 화살받이 역할로 전락한 라텐 위자야는 자야카트왕과 싸웠다. 자야카트왕이 궤멸되자, 위자야는 마자파힛 제국에 주둔 중이던 대원제국 군인들이 자행하는 대학살로부터 필사적으로 저항하여 마침내 자바섬을 해방시켰다. 자바 독립군들의 끈질긴 저항 끝에 결국 대원제국의 군사 원정대들은 마자파힛 제국을 장기간 식민지배 해봤자 이득이 별로 없을 것이라고 판단하여 철군하였다. 또한 철군하지 않으면 6개월 동안 몬순(monsoon)을 기다려야 됐기 때문에 마자파힛 제국에 주둔 중이던 대원제국 군인들은 결국 철군을 결정한 것이다.

## 싱하사리 왕조
아이를랑가의 까후리빤 왕국은 아이를랑가 사망 이후 장갈라와 끄디리로 나뉜다. 곧 끄디리는 장갈라를 압도하게 된다. 그리고 끄디리 왕국 말기 동부의 뚜마뻴(Tumapel, 오늘날 인도네시아 동자바주 말랑시 근교)에서 가난한 농부의 아들 껜 아록(Ken Arok) 반란을 일으키고 스스로를 라자사라야라고 부르며 뚜마뻴 왕국이 건국된다. 뚜마뻴 왕국은 다른 말로 싱하사리 왕국(Singhasari kingdom) 혹은 싱오사리(Singosari)라고도 부른다.
싱하사리는 초반 왕위와 관련하여 여러 다툼이 일어나고 이후 꺼르따나가라(Kertanagara)왕 때 크게 발전한다. 
세계 패권제국 대원제국이 1292년에 싱하사리 왕국으로 파견한 사신단들이 꺼르따나가라(Kertanagara)왕에게 명령을 내리면서 싱하사리 왕국을 조종하자 이에 꺼르따나가라(Kertanagara)왕은 명령에 끝까지 저항하였고, 싱하사리 왕국을 군사 정복하여 대원제국이 거느린 전 세계 수많은 식민지들 중 하나로 편입시키기 위해 명분을 찾고 있던 쿠빌라이 대칸은 이 사건을 명분으로 삼아 대원(元)제국군의 군사 원정대를 보내 싱하사리 왕국까지도 침략하여 순식간에 정복하였고 설상가상으로 끄디리의 자와깟왕 등 다양한 구 끄디리 세력이 반란을 일으켜 꺼르따나가라왕을 학살한다.

## 군주 목록

싱하사리와 마자파히트의 왕가인 라자사 왕조(Rajasa dynasty)의 계보도. 군주는 통치기간이 강조되었다.

마자파히트 군주는 싱하사리 왕국의 연속체였다. 싱하사리 왕국은 13세기 말 라자사 왕조(Rajasa dynasty)의 건국자 켄 아록(Ken Arok) 혹은 스리 랑가 라자사(Sri Ranggah Rajasa)부터 시작하였다.
| 재위      | 군주 | 수도                                       | 비고 |
| --------- | --- | ------------------------------------------ | --- |
| 1293–1309 | 라덴 위자야(Raden Wijaya), 왕호 : 크레타라자사 자야와르다나(Kretarajasa Jayawardhana):201                 | 트로울란(Trowulan)                         | 원(元) 쿠빌라이칸(Kublai Khan)의 자바원정 군대를 상대로 승리함. 카르티카(Kartika) 1215 사카(çaka) 15일(양력 1293년 11월 10일) 자바 왕국 왕위에 오름. 랑갈라웨 반란(Ranggalawe rebellion, 1295)         |
| 1309–1328 | 칼라게멧(Kalagemet), 왕호 : 자야나가라(Jayanagara):233–234                                                | 트로울란(Trowulan)                         | 남비 반란(Nambi rebellion, 1316). 쿠티 반란(Kuti rebellion, 1319). 탄카(Tanca)의 자야나가라 암살(Jayanagara assassination, 1328)                                                                       |
| 1328–1350 | 여왕 스리 기타르자(Sri Gitarja), 왕호 : 트리부와나 위자야퉁가데위(Tribhuwana Wijayatunggadewi):234        | 트로울란(Trowulan)                         | 사뎅•케타 반란(Sadeng and Keta rebellion, 1331). 파발리(Pabali), 발리(Bali) 정복(1342–1343). 사무드라 파사이(Samudra Pasai) 정복(1349–1350).                                                           |
| 1350–1389 | 하얌 우룩(Hayam Wuruk), 왕호 : 스리 라자사나가라(Sri Rajasanagara):239                                    | 트로울란(Trowulan)                         | 부밧 전투(Battle of Bubat), 파순다 부밧(Pasunda Bubat)(1357). 『나가라크레타가마』에 묘사된 마자파히트의 황금기(1365). 팔렘방 반란(Palembang rebellion)에 대한 진압(1377).                             |
| 1389–1429 | 위크라마와르다나(Wikramawardhana):241, 왕호 : 브라 향 위세사 아지 위크라마(Bhra Hyang Wisesa Aji Wikrama) | 트로울란(Trowulan)                         | 싱가푸라 왕국(Kingdom of Singapura) 포위 및 공격(1398). 파레그렉 내전(Paregreg civil war, 1405–1406), 위크라마와르다나의 브레 위라부미(Bhre Wirabhumi) 공격 및 승리. 파가루융(Pagarruyung) 원정(1409). |
| 1429–1447 | 여왕 수히타(Suhita):242, 왕호 : 브라 프라부 스트리(Bhra Prabhu Stri)                                      | 트로울란(Trowulan)                         | |
| 1447–1451 | 케르타위자야(Kertawijaya):242 왕호 : 위자야파라크라마와르다나(Wijayaparakramawardhana)                    | 트로울란(Trowulan)                         | |
| 1451–1453 | 라자사와르다나(Rajasawardhana):242                                                                        | 트로울란(Trowulan)                         | |
| 1453–1456 | 공석 |                                            | |
| 1456–1466 | 기리샤와르다나(Girishawardhana):242                                                                       | 트로울란(Trowulan)                         | |
| 1466–1474 | 수라프라바와(Suraprabhawa):242 왕호 : 싱하 위크라마와르다나(Singhawikramawardhana)                        | 트로울란(Trowulan), 이후 다하(Daha)로 천도 | 케르타부미(Kertabhumi)의 수도 공략(1468) |
| 1474–1498 | 기린드라와르다나(Girindrawardhana)                                                                        | 트로울란(Trowulan)                         | 수다르마 위수타 전쟁(Sudarma Wisuta war, 1478), 기린드라와르다나가 케르타부미(Kertabhumi)를 무찌름, 트로울란 약탈당함                                                                                  |

## 같이 보기
- 라자사 왕조
- 싱하사리 왕국

## 참고 자료
- 이 문서에는 다음커뮤니케이션(현 카카오)에서 GFDL 또는 CC-SA 라이선스로 배포한 글로벌 세계대백과사전의 내용을 기초로 작성된 글이 포함되어 있습니다.

1. ↑  Slamet Muljana (2005). 《Menuju Puncak kemegahan: Sejarah Kerajaan Majapahit》. PT LKiS Pelangi Aksara. ISBN 9789798451355.
2. ↑  Song Lian. History of Yuan.
3. 1 2 3 4 5 6 7 8 9 10  Cœdès, George (1968). 《The Indianized states of Southeast Asia》. University of Hawaii Press. ISBN 9780824803681.